# District historique d'Holzwarth
Le district historique d'Holzwarth, ou Holzwarth Historic District en anglais, est un district historique du comté de Grand, dans le Colorado, aux États-Unis. Protégé au sein du parc national de Rocky Mountain, il est lui-même inscrit au Registre national des lieux historiques depuis le 2 décembre 1977. Il comprend notamment la Fleshut Cabin, construite vers 1902.